# Jönköping (condado)
Nota linguística: Não confundir grevskap (condado) com län (divisão administrativa).
O Condado de Jönköping (em sueco: Jönköpings län;  ouça a pronúncia), raramente Condado de Ionecopinga, é um dos 21 condados da Suécia.

Abrange essencialmente o noroeste da província histórica da Småland.

Com uma área de 10 436 km2, ocupa 2% da superfície total do país e tem uma população de 368 652 habitantes (2024).                                                                                              A sua sede administrativa (residensstad) está na cidade de Jönköping.

## Etimologia e uso
A primeira menção ao embrião do futuro Condado de Jönköping aparece por volta de 1551 como Jöneköpingz länn.
Formalmente, o condado ganhou autonomia em 1687.

## História
A fundação do Condado de Jönköping remonta a 1687, quando foi retirado do condado de Kronoberg.

### O condado atual
É constituído pelo noroeste da província histórica da Småland e pelos municípios de Habo e Mullsjö na Västergötland. 

O Condado de Jönköping
A Província histórica da Småland
A Província histórica da Västergötland

## Geografia

### Comunas (municípios)
O Condado de Jönköping está dividido em 13 comunas (Kommuner) ao nível local:

| \| Comuna \| População (31 de dezembro de 2006) \| \| --------- \| ---------------------------------- \| \| Aneby \| 6.551 \| \| Eksjö \| 16.516 \| \| Gislaved \| 29.327 \| \| Gnosjö \| 9.598 \| \| Habo \| 10.122 \| \| Jönköping \| 122.194 \| \| Mullsjö \| 7.075 \| \| Nässjö \| 29.369 \| \| Sävsjö \| 10.985 \| \| Tranås \| 17.765 \| \| Vaggeryd \| 12.816 \| \| Vetlanda \| 26.380 \| \| Värnamo \| 32.841 \| |                                    |
| |                                    |
| Comuna | População (31 de dezembro de 2006) |
| Aneby | 6.551                              |
| Eksjö | 16.516                             |
| Gislaved | 29.327                             |
| Gnosjö | 9.598                              |
| Habo | 10.122                             |
| Jönköping | 122.194                            |
| Mullsjö | 7.075                              |
| Nässjö | 29.369                             |
| Sävsjö | 10.985                             |
| Tranås | 17.765                             |
| Vaggeryd | 12.816                             |
| Vetlanda | 26.380                             |
| Värnamo | 32.841                             |

### Cidades e localidades principais
Os maiores centros urbanos do condado eram em 2020:

|    | Cidade    | População |
| -- | --------- | --------- |
| 1  | Jönköping | 100 579   |
| 2  | Värnamo   | 19 822    |
| 3  | Nässjö    | 18 479    |
| 4  | Tranås    | 14 789    |
| 5  | Vetlanda  | 13 674    |
| 6  | Eksjö     | 11 023    |
| 7  | Gislaved  | 10 269    |
| 8  | Habo      | 8 753     |
| 9  | Bankeryd  | 8 702     |
| 10 | Mullsjö   | 5 753     |

### Economia
O condado de Jönköping tem um carácter fortemente florestal com grandes florestas cobrindo 2/3 da sua superfície, e fornecendo matéria-prima para muitas fábricas. Além da indústria manufatureira na comuna de Jönköping, existem numerosas fábricas de produtos de madeira, de pasta de papel, e de móveis e equipamentos de construção civil.

## Política e administração regional

### Órgão administrativo regional
Como subdivisão regional, o condado é chefiado por um governador (landshövding), nomeado pelo governo, e tem a missão de executar as tarefas administrativas do estado nesse mesmo condado, contando para tal com o ”Conselho Administrativo do Condado de Jönköping” (Länsstyrelsen i Jönköpings län). 

### O condado e a região
No mesmo território do Condado de Jönköping (län), opera a Região Jönköping (region). Enquanto que o condado é um órgão administrativo – cujo governador é nomeado pelo estado, a região é um órgão político – eleito pelos cidadãos, e responsável pela gestão local da saúde, transportes, cultura, etc…

### O condado na União Europeia
No âmbito da União Europeia, o Condado de Jönköping é uma unidade estatística do tipo (Nuts 3).